# Hévíz
Hévíz város Zala vármegyében, a Keszthelyi járásban; 830 hektáros kiterjedésével a megye és a Dunántúl legkisebb közigazgatási területű városa. Fő nevezetessége az Európában egyedülálló természetes tőzegmedrű melegvizű tava, melynek köszönhetően a település Magyarország egyik első számú turisztikai célpontja.

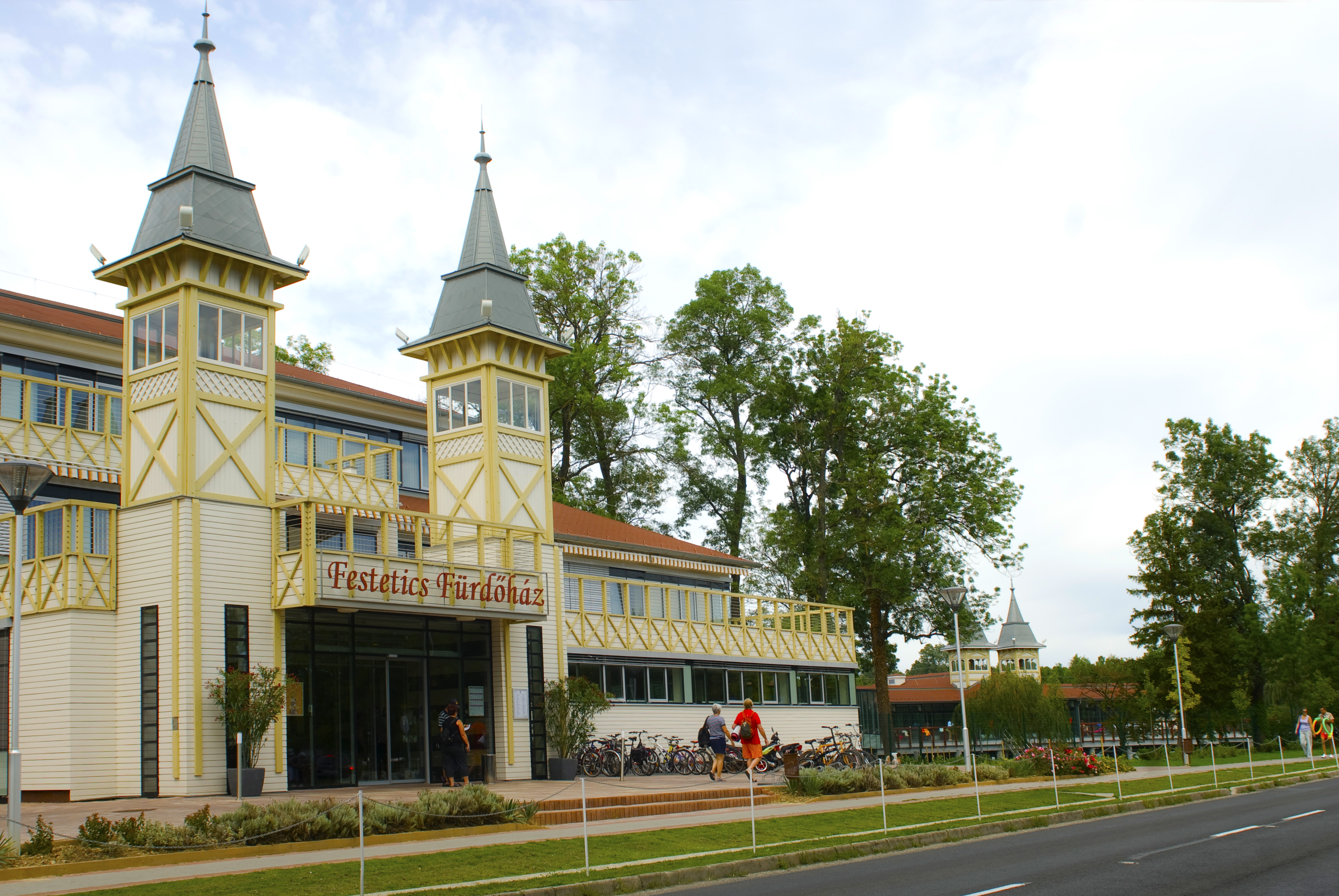
A Hévízi Tófürdő főbejárata

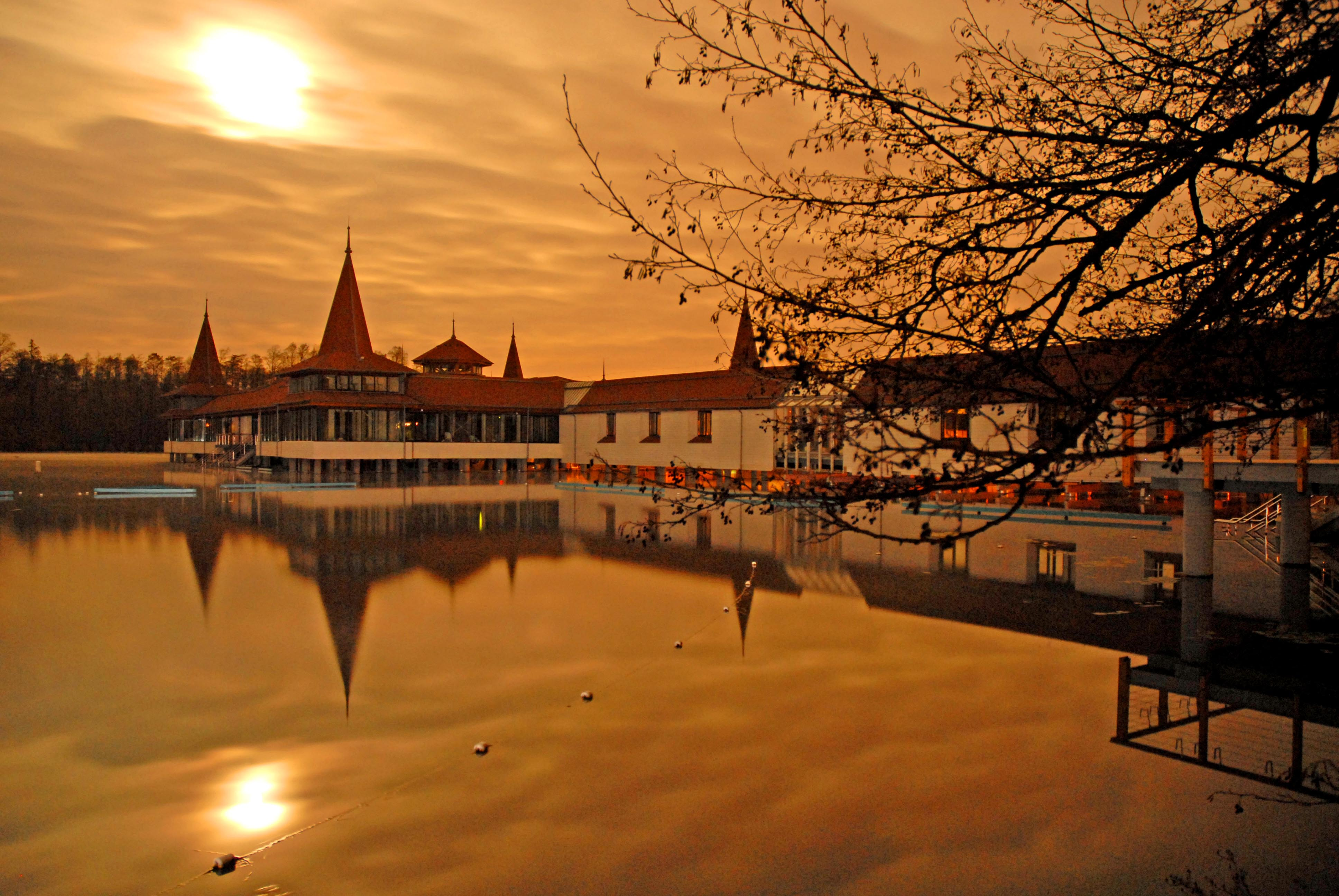
Hévízi-tó ősszel

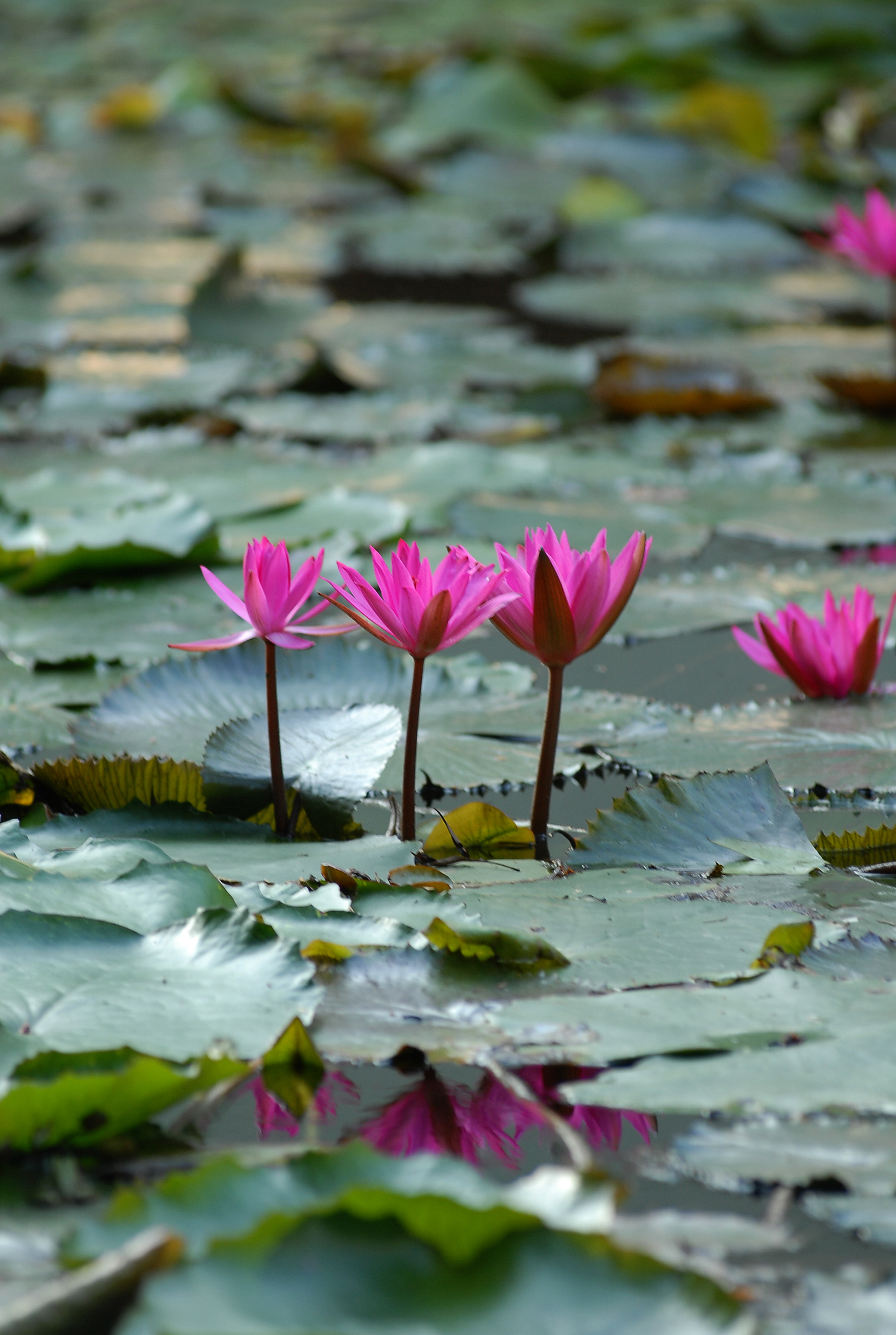
Hévízi tavirózsa

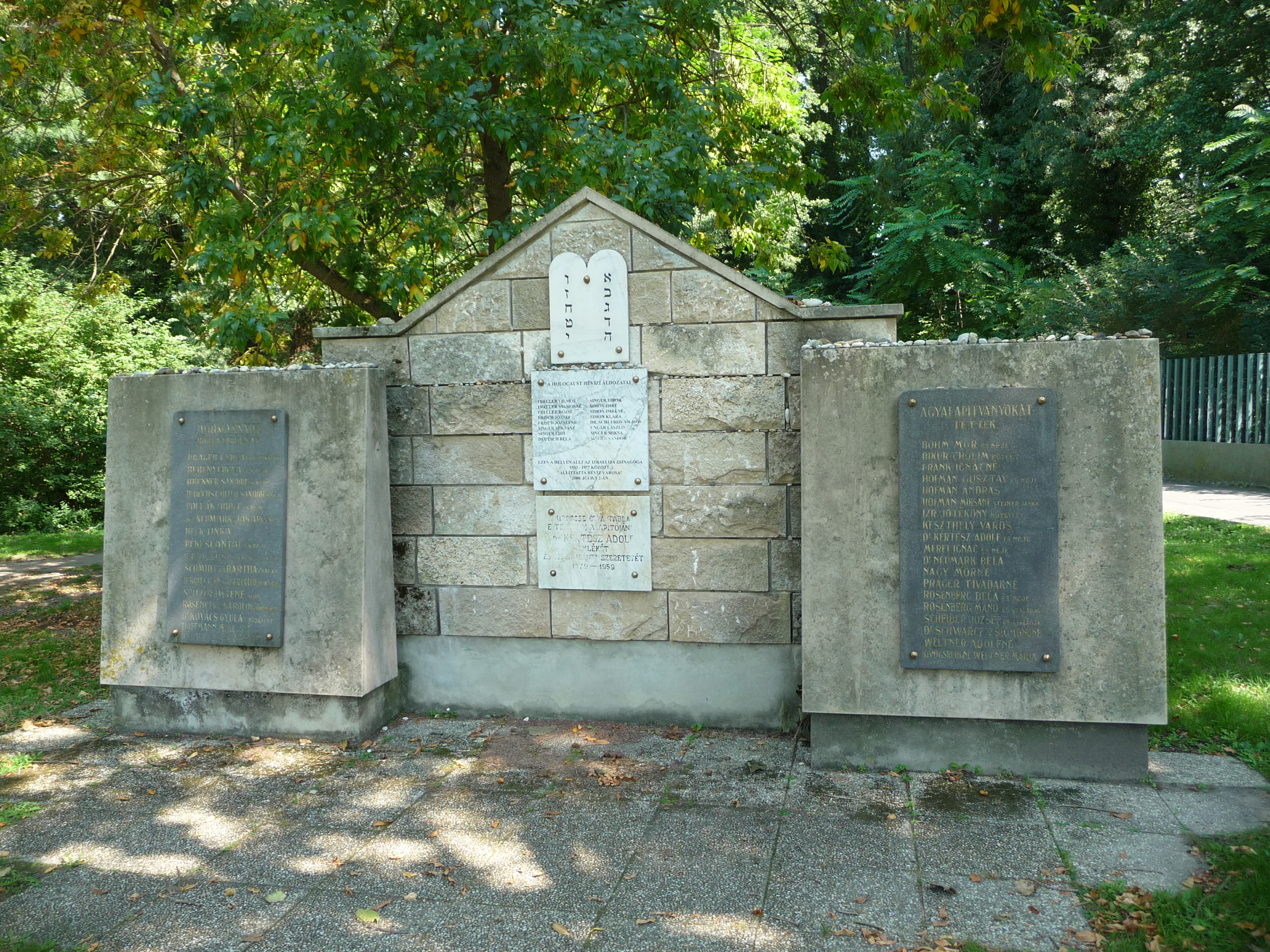
A zsidó áldozatok emlékműve

## Fekvése
A Zalai-dombság és a Keszthelyi-fennsík határán, a Zalavári-háton, a Balaton közelében helyezkedik el. Zala vármegye keleti részén, Keszthely északnyugati szomszédságában, a központjától 7 km-re, a megyeszékhely Zalaegerszegtől pedig 35 kilométerre keletre található.

## Története
Fürdőhelyként való szereplése a történelem előtti korokba nyúlik vissza. A Hévízi-tó gyógyító hatása már – valószínűleg – a rómaiak által is ismert volt, erre utalnak a búvárok által az 1980-as évek elején a tóból gyűjtött pénzérmék és a tó környékén talált oltárkő. A népvándorláskori leletek is azt mutatják, hogy az erre megfordult germán és szláv népesség is használta a tavat. Hévíz írásos említése első alkalommal egy 1328-ból származó oklevélben történik, amikor a települést locus vulgarites Hewyz dictusként említik.
Az első tanulmány a tóról Szlávy Ferenc tollából, 1769-ben jelent meg. A fürdő létrehozásában/kialakulásában fontos szerepet játszottak a Festeticsek, akiknek a birtokába a 18. század közepén került a forrás és környéke. A fürdőélet felvirágozása legfőképpen gróf Festetics Györgynek köszönhető, aki céltudatosan építette ki a fürdőtelepet.
A mai település Hévízszentandrás és Egregy községek egyesítéséből, 1946-ban jött létre, 1992. május 1-jén pedig városi címet kapott. Az első, nagyobb kapacitású szállodát 1975-ben adták át a Kossuth Lajos utca és a Park utca sarkán.

## Közlekedés
Budapest felől az M7-es autópályán közlekedve Balatonszentgyörgy irányába (a 76-os főúton, majd Keszthelyen át, vagy a várost kikerülve (a 71-es úton) juthatunk el Hévízre. Érinti a város területét ugyanezen irányokból a 760-as főút is, amely a lakott területeinek elkerülését szolgálja.
Sopron és a Dunántúl északi illetve nyugati vidékei felől a 84-es számú főúton haladva érhető el. A várost a Keszthely-Kertváros és Alsópáhok közötti 7332-es számú út is érinti, ez azonban leginkább a déli városrészt érinti, a belvárosba csak egy ötszámjegyű út (73 254) vezet, amely a lakott terület nyugati széléig tart.
Vasútja nincs, bár már 1847-ben felmerült egy Sopron-Sárvár-Nagykanizsa vasútvonal építése, mely Alsópáhok és Hévízszentandrás közt elhaladt volna. 1913-ban tervezték a Szombathely-Rum vasútvonalat meghosszabbítani a Zala és a Vindornya völgyén keresztül, Hévíz érintésével egészen Keszthelyig. Ezzel egyidejűleg felmerült a Zalaegerszeg-Hévíz-Keszthely vasút megépítése is. Az 1940-es évek elején pedig a Türje-Balatonszentgyörgy vasútvonalat kívánták úgy módosítani, hogy az Zalaapáti után Sármellék-Balatonszentgyörgy helyett Hévíz-Keszthely irányba kanyarodjon.
A legközelebbi vasútállomás Keszthelyen működik, ahonnan autóbusszal vagy taxival juthatunk a városba. Menetrend szerinti közlekedő közvetlen buszjáratokkal Budapest mellett az ország nagyobb városaiból egyaránt megközelíthető. Hévíz elérhető nemzetközi járatokkal is.
Budapesten át több európai városból érkező repülőjáratok transzferjáratával, illetve menetrend szerinti buszjárattal is elérhető a város. A közeli Sármelléken üzemelő Hévíz-Balaton nemzetközi repülőtér is fogad rendszeresen charterjáratokat, ahonnan szintén transzferrel a legegyszerűbb megközelíteni a várost.
A Balaton Területfejlesztési Koncepció 2014–2030 című dokumentumban található megjegyzés szerint „a helyi közlekedés kapcsán elő kell készíteni Keszthely és Hévíz közti kötöttpályás közlekedési rendszer kiépítését”.
A villamos két városon áthaladva a helyközi, illetve a helyi autóbusz-állomásokat kötné össze. A nyomvonalra, valamint a megállóhelyekre több elképzelés is készült. A tanulmány szerint nem vennének új villamosokat a vonalra, hanem pl. nosztalgiának számító, ugyanakkor „félmodern”, használt járműveket (pl. a Miskolcon már nem használatos SGP E1-es villamosokkal) szereznének be jutányos áron.[forrás?]
A balatoni körvasút megvalósításához és a repülőtér fejlesztéséhez egy 2016-os kormányhatározat forrást rendelt, és felhívta a nemzeti fejlesztési minisztert, hogy az emberi erőforrások minisztere és a Magyar Turisztikai Ügynökség Zrt. bevonásával tegyen javaslatot a Hévízi Tófürdő hatékonyabb turisztikai hasznosítására a balatoni turisztikai kínálatába történő integrálásával, az egészségügyi ellátást célzó funkció fenntartása mellett.
A város 2021-ben új buszállomást kapott.

## Turizmus
A város fejlődését a turizmusra alapozza. A kereskedelmi szálláshelyeken eltöltött egymillió vendégéjszakával (2012) Magyarország második legnépszerűbb települése Budapest után. Legnagyobb küldőpiacai Németország (258 ezer), Oroszország (181 ezer) és Ausztria (97 ezer). Népszerűségét természetesen elsősorban a területén található gyógyító hatásáról is ismert Hévízi-tónak köszönheti. A mára már több mint 200 éves fürdőhagyományokkal rendelkező gyógyhelyet évente több százezer turista keresi fel. A nemzetközi vendégforgalom további növekedése várható, hiszen egyre több turista érkezik a közeli sármelléki repülőtérre.
Hévíz a Magyar Fürdővárosok Országos Szövetségének tagja.

## Látnivalók

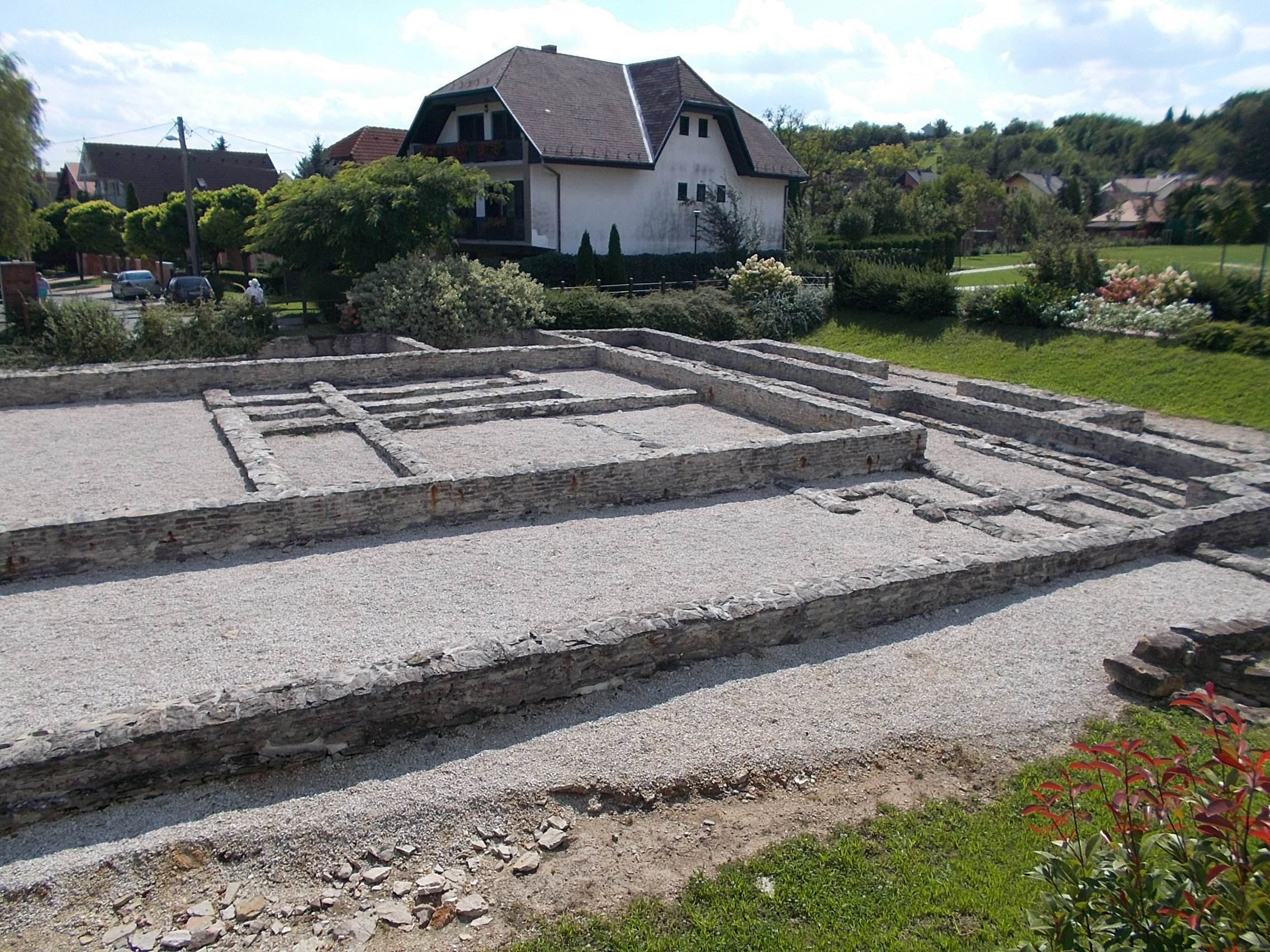
4. századi római villa Egregyen

- Védett lápterület, véderdő és park
- Dr. Schulhof Vilmos sétány és a Sétálóutca (Rákóczi utca)
- 1998-ban adták át az új héttornyú Szentlélek római katolikus templomot
- Egregyen – az egykori önálló településen – áll a 13. századi templom.
- A településen áthalad az Országos Kéktúra.
- Egregyi borozók
- Református-Evangélikus Templom
- Egregyi Jézus szíve Templom
- Városháza és a Városháza előtti tér, Nymphae című díszkút
- Hévíz város Pantheonja
- Szoborpark
- Szent András a kereszten
- Hévízgyógyfürdő és Szent András Reumakórház
- Római katona sírja
- Történelmi villák
- Római kori romkert
- Muzeális Gyűjtemény/Fontana Mozi
- Kálvária - az egregyi városrészben
- Tavirózsa tanösvény és lombkorona kilátó
- Festetics tér és a 3Dm Tófürdő makett
- Hévízi Zsinagóga VR rekonstrukció
- Egregyi Múzeum, mely 2016-ban nyitotta meg kapuit[11]

## Sport
Hévíz legjelentősebb labdarúgócsapata a Hévíz FC, ahol korábban megfordult – többek között – Koplárovics Béla, Pomper Tibor és Somogyi Csaba is.

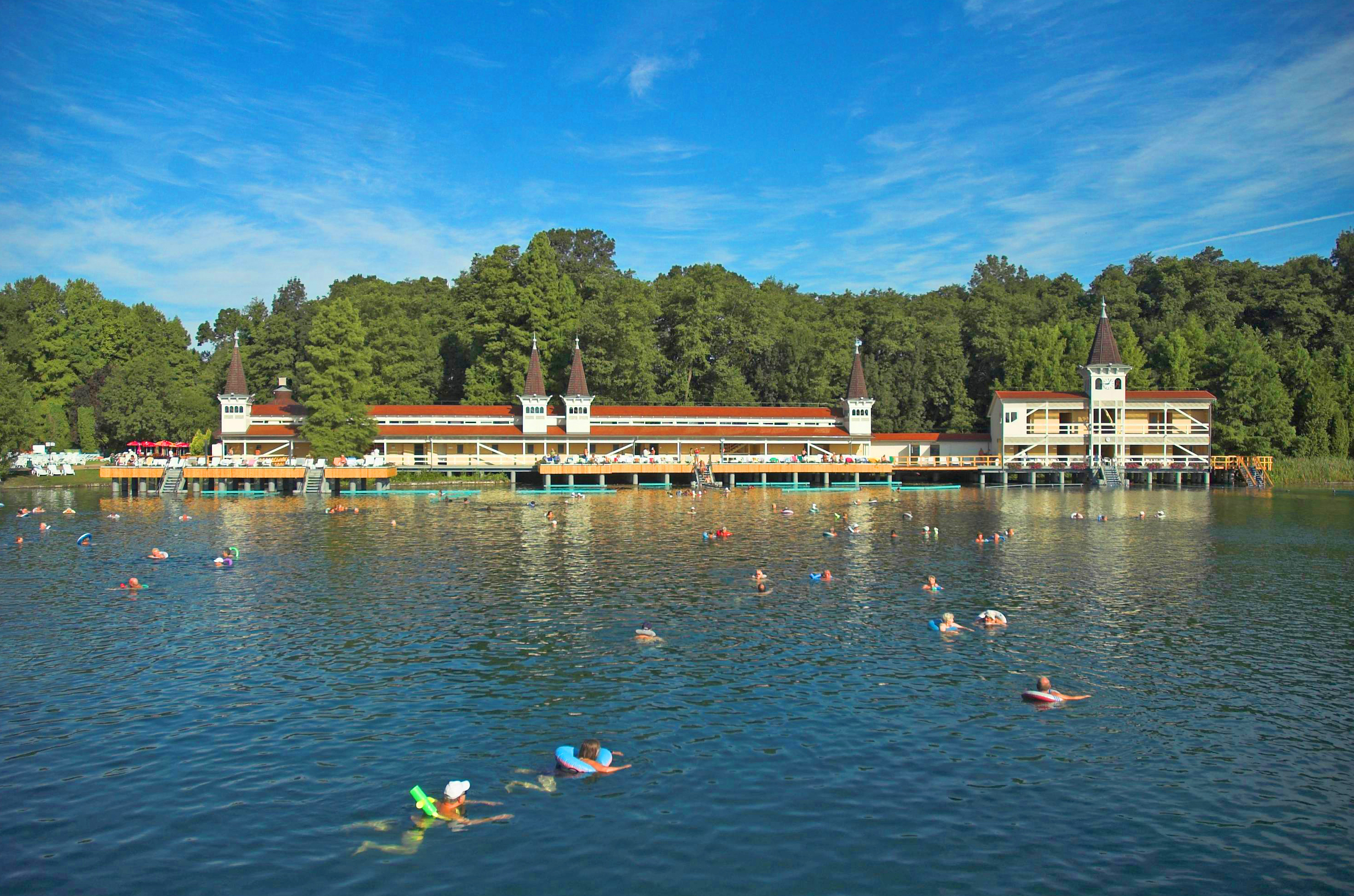
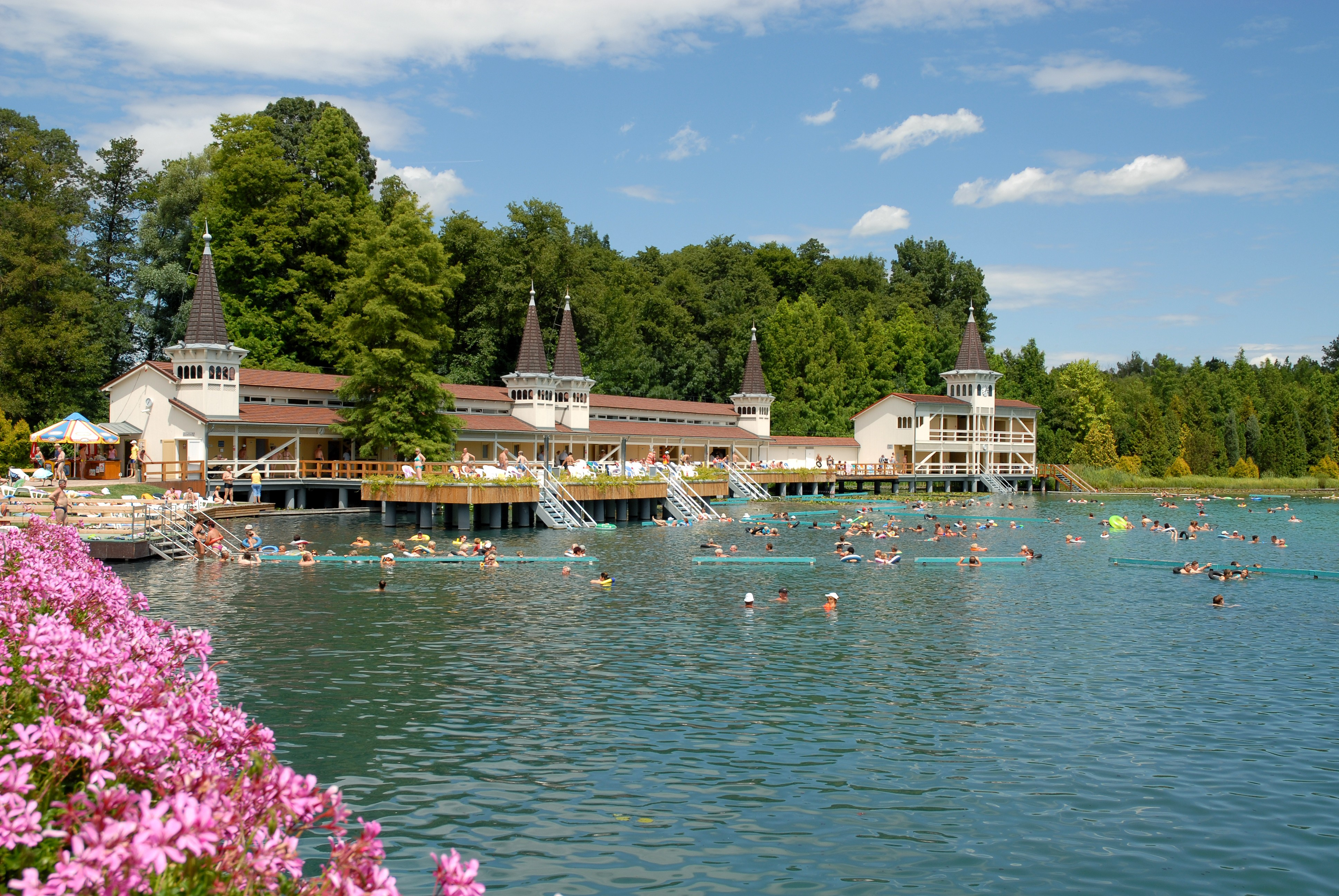
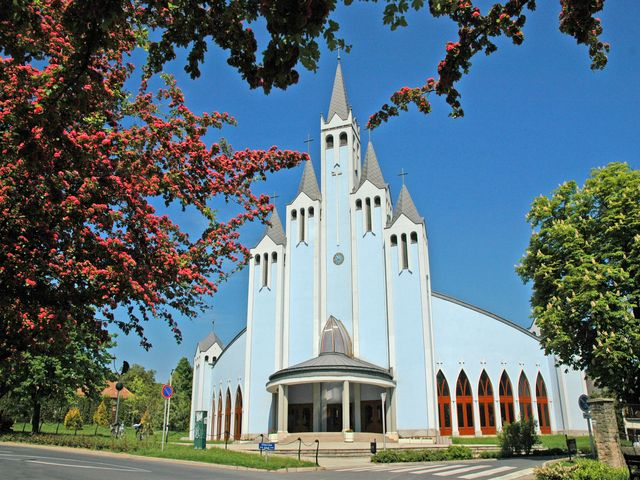
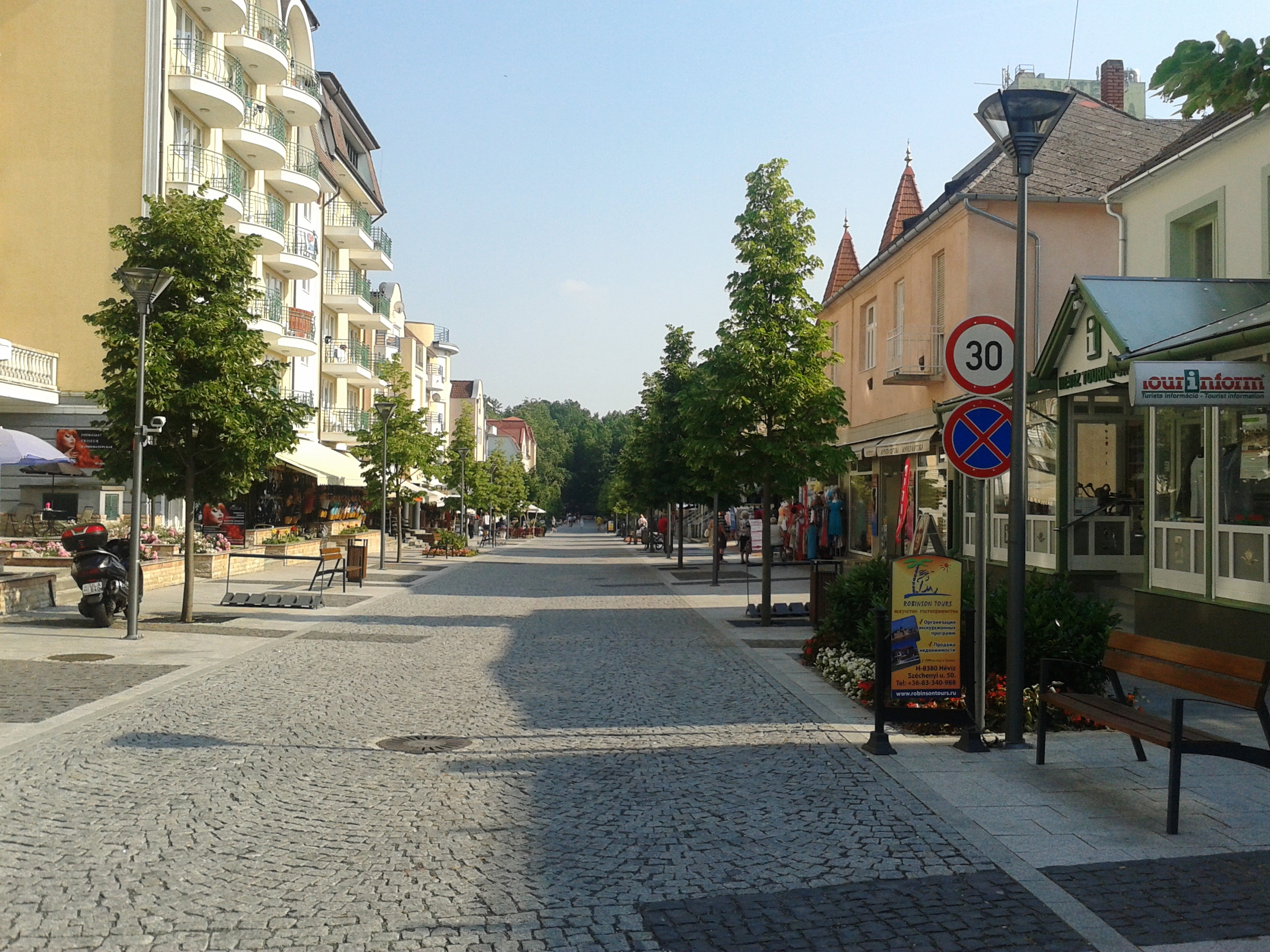

## Közélete

### Polgármesterei
- 1990–1994: Dr. Kiss Lajos (független)[12][13]
- 1994–1998: Vértes Árpád (független)[14]
- 1998–2002: Vértes Árpád (független)[15]
- 2002–2006: Vértes Árpád (független)[16]
- 2006–2010: Vértes Árpád (független)[17]
- 2010–2014: Papp Gábor (Fidesz–KDNP)[18]
- 2014–2019: Papp Gábor (Fidesz–KDNP)[19]
- 2019–2024: Papp Gábor (Fidesz–KDNP)[20]
- 2024– : Naszádos Péter (független)[1]

## Népesség
| Lakosok száma | 4663 | 4685 | 4634 | 4448 | 4485 | 4509 | 4531 |
|               | 2013 | 2014 | 2015 | 2021 | 2022 | 2023 | 2024 |

A 2011-es népszámlálás során a lakosok 81%-a magyarnak, 0,3% horvátnak, 4,3% németnek mondta magát (17,3% nem nyilatkozott; a kettős identitások miatt a végösszeg nagyobb lehet 100%-nál). A vallási megoszlás a következő volt: római katolikus 59,8%, református 3,5%, evangélikus 1,2%, görögkatolikus 0,2%, felekezeten kívüli 6% (28% nem válaszolt).
2022-ben a lakosság 83,7%-a vallotta magát magyarnak, 3,5% németnek, 1,6% ukránnak, 0,3% cigánynak, 0,3% ruszinnak, 0,2% lengyelnek, 0,2% horvátnak, 0,2% románnak, 0,1% szlováknak, 4,9% egyéb, nem hazai nemzetiségűnek (13% nem nyilatkozott; a kettős identitások miatt a végösszeg nagyobb lehet 100%-nál). Vallásuk szerint 46,7% volt római katolikus, 3,6% református, 1,4% evangélikus, 1,2% ortodox, 0,5% görög katolikus, 0,1% izraelita, 1,5% egyéb keresztény, 1,3% egyéb katolikus, 6,3% felekezeten kívüli (37,1% nem válaszolt).

## Testvérvárosok
Hévíz testvérvárosai:
- Pjatyigorszk
- Kujlin (Guilin)
- Csázma
- Pfungstadt
- Herbstein
- Ustrzyki Dolne[24]
- Fethiye[25]
- Sarm es-Sejk[26]